# Yvonne Rudellat
Yvonne Claire Rudellat, MBE, (de soltera Cerneau; 11 de enero de 1897 - 23 o 24 de abril de 1945) de nombre en clave Jacqueline, fue una agente de la organización clandestina Dirección de Operaciones Especiales (SOE por su sigla en inglés) del Reino Unido en la Segunda Guerra Mundial. El objetivo del SOE en la Francia ocupada era llevar a cabo actividades de espionaje, sabotaje y reconocimiento. Los agentes del SOE se aliaron con grupos de la Resistencia francesa y les suministraron armas y material lanzados en paracaídas desde Inglaterra.
Rudellat fue la primera mujer agente formada en el SOE que viajó a Francia (aunque la precedió Virginia Hall, que como estadounidense entró legalmente en la Francia de Vichy como periodista). Trabajó como mensajera para la red (o circuito) Prosper o Physician desde agosto de 1942 hasta junio de 1943, cuando fue capturada por los alemanes y encarcelada. Murió de tifus en el campo de concentración de Bergen-Belsen pocos días después de la liberación del campo por los aliados.
El historiador oficial del SOE, M.R.D. Foot, describió a Rudellat como «alegre» y «esponjosa» y con «nervios templados y buen sentido». Como mensajera viajó mucho por el valle del río Loira para entregar mensajes y participar en operaciones de sabotaje contra instalaciones importantes para los alemanes. En el momento de su captura «se estaba convirtiendo rápidamente en una experta en demoliciones».

## Primeros años
Yvonne Rudellat nació como Yvonne Claire Cerneau el 11 de enero de 1897 en Maisons-Lafitte, cerca de París, Francia. Era la segunda de diez hermanos. Sus ocho hermanos mayores murieron en la infancia; su hermano menor, Jean, vivió hasta los 18 años. Su padre era tratante de caballos para el ejército francés y, cuando su dominante madre se lo permitía, Yvonne le acompañaba en sus viajes de compra. Tras su muerte, a Yvonne le resultó difícil vivir con su madre, así que se trasladó a Londres y consiguió trabajo como vendedora en las Galerías Lafayette, entonces en Regent Street. Sin embargo, su madre la siguió y vivieron juntas en Pimlico.
Al menos en parte para alejarse de su madre, Yvonne se casó con Alex Rudellat, de 32 años, el 16 de octubre de 1920. Alex era de nacionalidad italiana, ex soldado de caballería y agente secreto del ejército italiano, pero ahora era jefe de camareros en el Hotel Piccadilly, también en Regent Street. Por desgracia para Yvonne, Alex, siguiendo la tradición italiana, invitó a su suegra viuda a quedarse con ellos, cosa que hizo durante varios años antes de regresar a Francia. Los Rudellat tuvieron una hija, Constance Jacqueline, nacida en 1922. Se alojaron en varios domicilios de Pimlico, en casas compradas por Alex como inversión; alquilaban las habitaciones que no utilizaban. Últimamente ocuparon el sótano del 146 de Warwick Way, alquilando el resto de las habitaciones. Durante este periodo, una joven Joan Littlewood alquiló una de las habitaciones, mientras estudiaba en la RADA.
En 1935 Yvonne y Alex se separaron después de que Yvonne tuviera una aventura, pero Alex se negó a divorciarse de ella y siguieron criando juntos a su hija. Yvonne se mudó y se dedicó a la administración de propiedades por su cuenta, pero en 1938 tuvo dificultades financieras, vendió y volvió a vivir con Alex, pero en habitaciones separadas, en el sótano del 146 de Warwick Way. Con el estallido de la guerra, su hija Constance se alistó en el Servicio Territorial Auxiliar (ATS), conoció a un sargento del Cuerpo de Pagos del Ejército Real (Royal Army Pay Corps), Ronald Pepper, y se casó con él el 12 de diciembre de 1939. Ronald también se mudó al 146 de Warwick Way. Constance tuvo un hijo, lo que convirtió a Rudellat en una abuela de 45 años. En aquella época se la describía como «atractiva, físicamente dura, con el pelo canoso y despeinado».

## Participación en SOE
Yvonne se deprimió bastante por la capitulación de Francia. Solía frecuentar una pastelería de Baker Street regentada por un amigo de muchos años que era un ferviente gaullista. La pâtisserie también era frecuentada por personal del cercano cuartel general del SOE e Yvonne desarrolló la ambición de saltar en paracaídas a Francia para «hacer algo por Francia». Se lo contaba a todo el que conocía.
En la noche del 16 al 17 de abril de 1941, cerca del final del Blitz, el 146 de Warwick Way sufrió daños irreparables a causa de los bombardeos. Los Rudellat lo perdieron todo, excepto un alijo de dinero que Alex había enterrado en el sótano. Poco después, la última relación amorosa de Yvonne llegó a su fin. Sintió que ya no le quedaba nada por lo que vivir y decidió quitarse la vida saltando al río Támesis. En el último momento cambia de opinión y decide hacer algo con su vida. Se matriculó en una escuela de Pitman para mejorar su mecanografía y pronto consiguió un trabajo como secretaria en Ebury Court, un pequeño hotel y club de copas de Ebury Street.
Por casualidad, Ebury Court también era frecuentado por personal del SOE. Ella (y su ambición) llamaron la atención del capitán Selwyn Jepson, oficial de reclutamiento de la Sección Francesa (F) del SOE. Jepson la entrevistó y, como resultado, abandonó Ebury Court y fue enviada a Wanborough Manor, cerca de Guildford, para recibir formación preliminar, ser examinada y seleccionada. Lo superó y fue aceptada en el SOE el 15 de mayo de 1942.
A continuación, fue enviada a Garramor, un centro de formación del SOE situado en una gran casa un poco al sur de Morar, en las Highlands occidentales. El encargado de la instrucción era Gavin Maxwell. Allí se entrenó en cursos de asalto y aprendió los aspectos militares de ser agente, como el uso de armas ligeras y explosivos. Para obtener protección en virtud de la Convención de Ginebra, era aconsejable que perteneciera a una organización uniformada, por lo que el 1 de junio de 1942 fue nombrada alférez de la First Aid Nursing Yeomanry (FANY). Sin embargo, dado que la FANY era una organización civil, no militar, es dudoso que se pudiera confiar en esta treta.
Después fue a Boarmans, una de las diez casas de Beaulieu Estate, en Hampshire, de las que se había hecho cargo el SOE. Allí aprendió a vivir clandestinamente en territorio enemigo y las técnicas necesarias para desempeñar su papel de mensajera, como el uso de claves, la radio y las boîtes aux lettres para dejar mensajes de forma segura. También aprendió a resistir los interrogatorios.
Se licenció el 21 de junio de 1942; confusamente, su informe está a nombre de Mademoiselle [sic] Rudellat. Sin embargo, se llevó una decepción: era demasiado mayor para aprender a saltar en paracaídas, por lo que ese aspecto de su ambición no se cumpliría, sino que llegó a Francia en barco la noche del 30 de julio de 1942.

## Trabajo en tiempo de guerra
En Francia, Yvonne trabajaría en la Resistencia a las órdenes del organizador Francis Suttill (nombre en clave Prosper) en su red Physician, aunque ésta se llamaba comúnmente Prosper en honor a su líder; por ello, muchas fuentes se refieren a ella como Physician/Prosper. El nombre falso de Yvonne era Jacqueline Gautier: Jacqueline por su hija, Gautier porque era un apellido francés común y llamaría poco la atención. Su nombre de campo, utilizado en los mensajes inalámbricos, era Suzanne. A partir de entonces, aunque cambiaría de apellido varias veces, siempre se la conoció como Jacqueline. Su tapadera era que era de Brest, pero que había sido bombardeada. Siguiendo la práctica del SOE, se basó en la medida de lo posible en la verdad, ya que pudo utilizar su experiencia en Warwick Way para proporcionar detalles realistas.
En la operación Sassafras, Jacqueline partió en avión hacia Gibraltar el 18 de julio de 1942, acompañada por tres agentes masculinos. Su nombre de tapadera para el viaje era Soaptree, por lo que se la conoció temporalmente como Jacqueline Viallet, siendo viallet la palabra francesa para soaptree. Fueron sorprendidos por hidroaviones alemanes frente a Ushant y su avión Whitley sufrió algunos daños, pero el piloto consiguió sobrevolar a los alemanes. El 20 de julio embarcaron en Seadog, una feluca que les llevó desde Gibraltar hasta un tramo de costa rocosa en el Golfe-Juan, a pocos kilómetros al este de Cannes. Llegaron el 30 de julio de 1942, para ser recibidos por L'Équipe Renaudie, una rama de la Resistencia de la red CARTE que llevaba el nombre de su líder Roger Renaudie, y conocido por el SOE como «Capitaine Yvon». Esto convirtió a Jacqueline en la primera mujer agente entrenada por el SOE en ir a Francia.
Jacqueline fue conducida a la estación de Cannes, donde tomó un tren con destino a Lyon. Allí tomó un tren a París. Para ello tuvo que cruzar la línea de demarcación entre la Francia ocupada y la Francia de Vichy; debido a una alerta sobre presos fugados, tuvo que pasar de contrabando escondida en el ténder de la locomotora. De París pasó a Tours, donde se unió al circuito Monkeypuzzle, dirigido por Raymond Flower. Participa en la gestión de las zonas de entrega de agentes y suministros y en la distribución de estos últimos por la zona, utilizando una bicicleta.
A través de Monkeypuzzle, Jacqueline conoció a Pierre Culioli. Debido a la animadversión entre Flower y ambos, empezaron a trabajar juntos excluyendo a Flower y, cuando Monkeypuzzle se desvaneció en la primavera de 1943, formaron un circuito propio, Réseau Adolphe (oficialmente Réseau Sud-Touraine, una rama menor del circuito Prosper), con la bendición de Suttill. Ambos adoptaron el apellido Leclaire, ya que un matrimonio era menos llamativo. Siguieron organizando lanzamientos de paracaidistas y almacenando y distribuyendo armas y otros suministros, a la espera de la invasión aliada de Francia, que esperaban para 1943. Crearon y entrenaron a otros subcircuitos, el mayor de ellos (con 80 miembros) en Romorantin, actual Romorantin-Lanthenay, en el valle del Loira. También participaron en pequeños actos de sabotaje, principalmente de trenes y líneas eléctricas.
El 19 de junio de 1943, Jacqueline y Pierre, ahora con el apellido de Pierre, Culioli, recogieron a dos agentes canadienses, John Kenneth Macalister y Frank Pickersgill, que habían saltado en paracaídas unos días antes. Debían llevar a los canadienses en coche hasta la estación de Beaugency y desde allí acompañarlos hasta París, donde se reunirían con Suttill. En el coche llevaban un paquete con material incriminatorio: equipos de telegrafía sin hilos traídos por los canadienses y mensajes sin cifrar dirigidos a los miembros del circuito Prosper por sus nombres en clave. El paquete estaba disfrazado de paquete de la Cruz Roja dirigido a un prisionero de guerra ficticio.
Les paran en un control de carretera en Dhuizon. Los alemanes ordenaron a los dos canadienses que bajaran de la parte trasera del coche; dos alemanes subieron y ordenaron a Pierre que condujera hasta la mairie. Allí Jacqueline y Pierre pasan la inspección de sus papeles; el paquete es interrogado pero no inspeccionado. Les dieron un salvoconducto. Esperaron en el coche fuera por si los canadienses también se libraban. Les gritan que vuelvan y salen disparados. Los alemanes les siguen en tres coches. Llegaron a una barricada cerca de Braciuex (a 10 kilómetros de Dhuizon) y se dirigieron directamente hacia ella. Al acercarse, los alemanes que vigilaban la barricada abrieron fuego y rompieron el parabrisas. Jacqueline, que miraba por la ventanilla trasera para ver si los alemanes la seguían, fue alcanzada en la nuca. Dando por muerta a Jacqueline, Pierre, que no llevaba su cápsula suicida, intentó suicidarse estrellando el coche contra un muro, pero rebotó inofensivamente. Pierre resultó ileso, pero posteriormente un alemán le disparó en la pierna cuando intentaba que lo mataran al resistirse al arresto.

## Encarcelamiento y muerte
Jacqueline resultó gravemente herida. Fue trasladada al hospital de Blois. Allí, el cirujano, Dr. Luzuy, diagnosticó que la bala no había llegado a penetrar en su cerebro, pero que podía sufrir cierta pérdida de funcionalidad cerebral. Decidió dejarle la bala en la cabeza. Los planes para rescatarla del hospital fracasaron cuando fue trasladada de Blois al Hôpital de la Pitié de París. Los alemanes intentaron interrogarla pero no consiguieron nada debido a su confusión, real o exagerada. A finales de septiembre fue trasladada a la prisión de Fresnes, aunque seguía gravemente enferma. Allí fue clasificada como NN (Nacht und Nebel), lo que significaba que podía ser deportada a Alemania y desaparecer sin dejar rastro. Mientras tanto, los alemanes renunciaron a interrogarla y su salud mejoró lentamente.
Hacia finales de julio de 1944, Jacqueline fue trasladada a la prisión de Fort de Romainville. Allí, confundida sobre su apellido, siguió la sugerencia de otra prisionera de adoptar el apellido común Gautier. Por casualidad, este era el nombre que tenía al entrar en Francia, aunque no está claro si lo recordaba.
Ese mismo verano, Jacqueline fue trasladada al campo de concentración para mujeres de Ravensbrück. Allí llevó un triángulo rojo en la manga izquierda, que denotaba que era una presa política. En Ravensbrück fue reconocida por un grupo de mujeres del circuito Physician/Prosper con las que había trabajado en Francia. Intentaron ponerse en contacto con ellas y les ofrecieron ayuda, pero ella pareció no conocerlas diciendo que tenía otro nombre.
A principios de 1945, probablemente por su confusión, Jacqueline se mezcló con un grupo que estaba siendo recogido para ser transportado a otro lugar y el 2 de marzo de 1945 llegó al campo de concentración de Bergen-Belsen en medio de una epidemia de tifus que mató a unos 20.000 prisioneros sólo en ese mes. El campo fue liberado por los aliados el 15 de abril de 1945, pero después murieron casi 14.000 más. Jacqueline contrajo tifus y disentería y se debilitó mucho. El 23 de abril la trasladaron a un hospital adyacente al campo. Murió poco después de llegar allí, el 23 o 24 de abril. Fue enterrada en una fosa común con otras 5.000 personas.
Era imposible llevar un registro de todos los muertos, por lo que el destino de Jacqueline no se descubrió hasta julio de 1946, cuando Vera Atkins, que intentaba averiguar qué había sido de los agentes del SOE desaparecidos, la localizó a través de un compañero de prisión de Bergen-Belsen, que la recordaba como Jacqueline Gautier.

## Honores y conmemoraciones

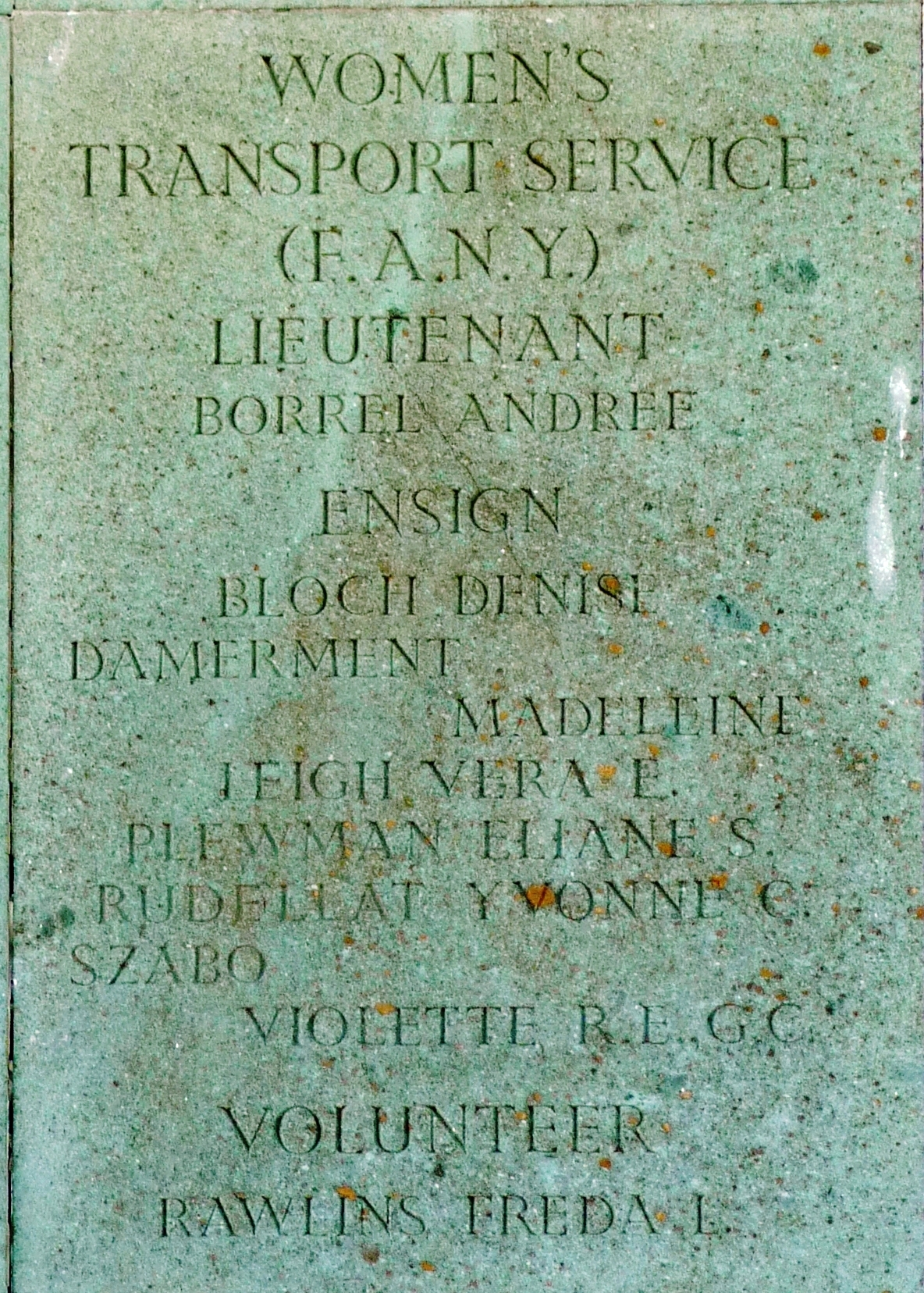
Monumento conmemorativo de las FANY (SOE), cementerio militar de Brookwood, 5 de julio de 2017.

Yvonne Rudellat fue recomendada para la Cruz Militar, probablemente a instancias de Suttill cuando éste visitó Londres en abril de 1943. Es la única mujer que la mereció oficialmente durante la Segunda Guerra Mundial, pero no cumplía los requisitos ya que en aquella época no se concedía a mujeres. Una mención en francés fechada el 15 de marzo de 1945 la recomendaba para una OBE o Medalla George «cuando sea liberada». Más tarde se le concedió la MBE, honorífica porque no era ciudadana británica. Como la condecoración no se concede a título póstumo, se retrotrajo al 23 de abril de 1945, el último día que se supo que estaba viva.
Yvonne Rudellat está conmemorada en un obelisco en Romorantin-Lanthenay, donde es uno de los cuatro miembros del SOE que figuran en la lista. También está conmemorada en una placa en el Monumento al SOE de Valençay, junto con 91 hombres y 13 mujeres agentes del SOE que murieron o fallecieron mientras trabajaban para el SOE en Francia.  En el Reino Unido figura en una placa de mármol en la pared de la iglesia de San Pablo, Knightsbridge, Londres, como uno de los 52 miembros de las FANY que dieron su vida en la guerra. También está conmemorada en la columna 3 del panel 26 del Brookwood Memorial como una de las 3.500 «a las que la guerra negó una tumba conocida y honrada».

## Confusión sobre la ortografía del apellido
El apellido de casada de Yvonne era Rudellat, pero su certificado de defunción figura a nombre de Ruddelat. La grafía Ruddelat se mantuvo en el monumento conmemorativo de guerra de Romorantin y también en el de Brookwood hasta que su hija consiguió que se cambiara. La mención de su MBE se refiere a ella como Mademoiselle (sic) Ruddelat. También se han producido otros errores ortográficos, como Rudelatt, Rudelat, etc.
Su alias, Gautier, adoptado cuando fue a Francia por primera vez y readoptado tras su captura por los alemanes, se escribe a veces Gauthier.